# Jelení potok (přítok Malé Úpy)
Jelení potok (dříve německy Löwen Bach - Lví potok) je horský potok v Krkonoších.

## Průběh toku
Jelení potok pramení na východním svahu Sněžky, nejvyšší hory České republiky. Celý jeho tok se nachází na území Krkonošského národního parku, neupravený pramen pak na území Národní přírodní rezervace Prameny Úpy. Zpočátku Jelení potok prudce padá i přes několik vodopádů východním směrem po svahu Sněžky do Lvího dolu, kde mění směr na přibližně jižní. Po celou dobu tvoří potok osu hluboce zaříznutého údolí, které ze západní strany lemují Růžová hora a Pěnkavčí vrch a z východní Jelení hora. Asi kilometr před soutokem se v Jelením údolí potok stáčí k východu. Do Malé Úpy se vlévá zprava v místní části obce Malá Úpa Spáleném Mlýně.
Po většinu délky vede po dně údolí souběžně s potokem neveřejná asfaltová cesta. Údolím nejsou vedeny žádné turistické trasy, díky čemuž se jedná o jedno z nejméně navštěvovaných míst Krkonoš. Nenacházejí se zde ani žádné významnější stavby.

## Přítoky
Od Jeleního potoka vybíhají boční údolí pouze západním směrem do masívu Růžové hory a z nich (zprava) přitékají významnější přítoky: Koulová strouha, Křížový potok a Messnerova strouha. Ta se do Jeleního potoka vlévá v místě jeho stočení na východ. Zleva se žádné významnější přítoky nevlévají.